# タンク永井
タンク永井（タンクながい、1984年4月28日 - ）は、日本の元男性プロレスラー。千葉県千葉市出身。最終所属2AW。血液型B型。妻は元女子プロレスラーの紫雷美央。

## 概要
2011年4月に入門。千葉県を本拠地とするKAIENTAI DOJOとしては、初の千葉県千葉市出身の選手である。陸上自衛隊に所属していた事もあり、体格が良くアマレスを主体とした試合を得意とする。
10月14日にデビューが決まると、その前々日に奇抜なモヒカンヘッドになり周囲の度肝を抜いた。また、絵が得意でデビュー前から手書きのポスターを持って、他団体でチケットを売っている姿も話題になった。
梶トマトとタッグを組むときは、まれにパンプキン永井というリングネームで登場する。
2013年には、ZERO1の横山佳和とタッグを結成し、多方面でも活躍した。
2014年3月5日、大石旭による自主興行にて、シンク永井というリングネームで登場。

## 経歴
千葉県立千葉北高等学校、東京農業大学出身。
2011年4月上旬、13期生として入門。
2012年10月14日、後楽園ホールでのvs本田アユム戦にてデビュー。
2013年5月6日、K-METAL LEAGUE 2013 優勝
2013年11月16日、真霜拳號の持つ、CHAMPION OF STRONGEST-K選手権のベルトに初挑戦し、敗戦。
2014年、タッグパートナーである福田洋と決別し、ザ・タンクスを結成。他のメンバーは星野タン九郎、タンク横山、柴タンク。
2014年1月13日に、横浜にぎわい座にて、旭志織とかつてのパートナー・福田の持つSTRONGEST-K TAG王座に、柴と挑戦するも敗北。
4月13日、スペシャルシングルマッチとして、WRESTLE-1のエースKAIと対戦し、KAIにスプラッシュ・プランチャを決められ敗北。 
また、5月20日のWAR IS OVER解散後は、真霜と行動を共にし、凶月を結成する。
2015年9月6日に、火野裕士を破りCHAMPION OF STRONGEST-K王座第20代王者となる。チャンピオン奪取により、真霜から凶月のリーダーの座を譲られる。
2018年、木高イサミと共に、凶月を追放される。 その後、吉田綾斗と共闘し、シリウスロアを結成。
2021年12月13日、翌年2月を以て引退することを発表。引退理由は、妻が3人目を妊娠中に体調を崩しがちになったため、リスクのあるプロレスラーを辞め、家族を支えることを決意したため。
2022年2月13日、2AW・TKPガーデンシティ千葉大会にて、盟友である吉野コータローとのシングルマッチを以て引退した。

## 得意技
- ダイビングセントーン
- ハングマンズホールド
- スピアータックル

## タイトル歴
KAIENTAI DOJO
- 第20代、第24代CHAMPION OF STRONGEST-K王座
- 第33代、第36代、第38代STRONGEST-K TAG王座（パートナーは佐藤悠己→木高イサミ→吉田綾斗）
- 第9代千葉6人タッグ王座（パートナーは吉田綾斗、花見達也）
- 海王トーナメント優勝（2015年、2016年）
- BO-SO ゴールデンタッグトーナメント優勝（パートナーは佐藤悠己）（2015年）
- K-METAL LEAGUE優勝（2013年）

K-AWARD
- 年間最優秀選手賞（2015年）
- ベストパフォーマンス賞（2013年）
- 新人賞（2012年）

2AW
- 初代2AWタッグ王座（パートナーは吉田綾斗）

## ザ・タンクス
福田洋との決別後に、タンク永井が結成したユニット。
メンバーは、以下のリングネームを名乗り、コスチュームもタンク永井を基調としたもので、ヘッドギアも着用していた。
- タンク永井（リーダー）
- 星野タン九郎
- タンク横山
- 柴タンク

## エピソード
- 試合では、レスリング用のヘッドギアを着用していた。同型のヘッドギアを2500円で販売していたが、凶月加入後は着用しなくなり、ヘッドギアの在庫に悩んでいた。
- 趣味は、ドラム缶風呂。
- 好きな食べ物は。西京焼き。
- 嫌いなものは、二頭筋のトレーニング。
- プロレスリング・ノアのモハメド・ヨネに顔が似ていると言われていて、永井本人も、2014年5月11日に開催された『K-UP IMPACT in 千葉BlueField！』での対ヨネ戦の直前に、「顔の似ている人間にとことんぶつかっていきますよ！」とTwitter（現・X）でツイートした。
- その後、ヨネが坊主頭にした事で似てなくなってしまい、7月17日のTwitterにて「今日の対戦相手が俺に似てるハズだったのに、坊主だから全然似てないじゃねぇか！調子狂うじゃねぇか！」とツイートしている。
- 得意の絵は、TAKAみちのくが認めるほどで、浮世絵風やエジプトの壁画風など、様々な絵柄を描ける。
- 2013年に放送された、テレビドラマ「ファイヤーレオン」（TOKYO MX）では、劇中のプロレス団体「ストロング道場」の練習生ナガイ役として、「永井拓」の名義で出演した。2018年には、「直塗りギャツビー」（マンダム）のCMで、松田翔太やみやぞんと共演した。
- タイチからは、元新日本の練習生ということをいじられている。
- 2015年9月28日のニコニコプロレスチャンネル内のニコ生にて、元女子プロレスラーの紫雷美央と婚約している事を公表した。（10月10日入籍）
- 高校では、柔道部に所属していた。高校最後の団体戦では、残り30秒で掛け逃げを2回行い、反則負けにより2回戦敗退。反則がなければ引き分けとなり、所属高校が勝っていたが、他部員に慕われていたため、タンクを責めるは者は一人もいなかった。